# Lullaby (Sigala e Paloma Faith)
Lullaby è un singolo del DJ britannico Sigala e della cantante britannica Paloma Faith, pubblicato il 23 febbraio 2018 come settimo estratto dal primo album in studio di Sigala Brighter Days.

## Descrizione
Il brano è stato scritto dai due artisti insieme a Jess Glynne, Jin Jin, Josh Record e Andrew Bullimore.

## Tracce
Download digitale
1. Lullaby – 3:24